# Vänsterdemokraterna (Sverige)
Vänsterdemokraterna var en förening och ett försök att starta ett rikstäckande politiskt parti i Sverige. Partiet bildades 29 januari 2006 och ombildades till förening vid årsmötet 2007. Idag är föreningen vilande.
Partiet bildades, bland annat av avhoppade vänsterpartister och socialdemokrater, i reaktion mot vad grundarna uppfattade som problematiska maktstrukturer inom andra svenska politiska partier. Partiet hade tre talespersoner: Margó Ingvardsson (tidigare Vänsterpartiet), Margareta Persson (tidigare Socialdemokraterna) och Anders Karlsson. Ordförande under 2006 var Claes Krantz och talesperson Svengöran Dahl (född 39). Johan Lönnroth var medlem i föreningen Vänsterdemokraterna och samtidigt medlem i Vänsterpartiet.
Partiet beslöt att ställa upp i riksdagsvalet 2006 men fick dock inte registrera sin föreslagna partibeteckning "vänsterdemokraterna.se" eftersom valnämnden ansåg att den kunde förväxlas med Vänsterpartiet. En oregistrerad partibeteckning är formellt inget hinder för att ställa upp i val, men det har vissa nackdelar, till exempel kan man inte anmäla kandidater och allmänheten kan få uppfattningen att partiet inte ställer upp. Vänsterdemokraterna fick ett mycket svagt stöd i valet, och erhöll endast 84 röster över hela Sverige.

## Vänsterdemokraterna Gnesta
Vänsterdemokraterna hade ett lokalt politiskt parti i Gnesta. Partiet bildades 28 mars 2004 genom en utbrytning från vänsterpartiet. Vänsterdemokraterna tillhörde vänsterpartiets så kallade förnyarfalang, organiserad inom ramen för Vägval Vänster. Partiet ställde dock inte upp i kommunvalet 2006.